# Waco Suspension Bridge

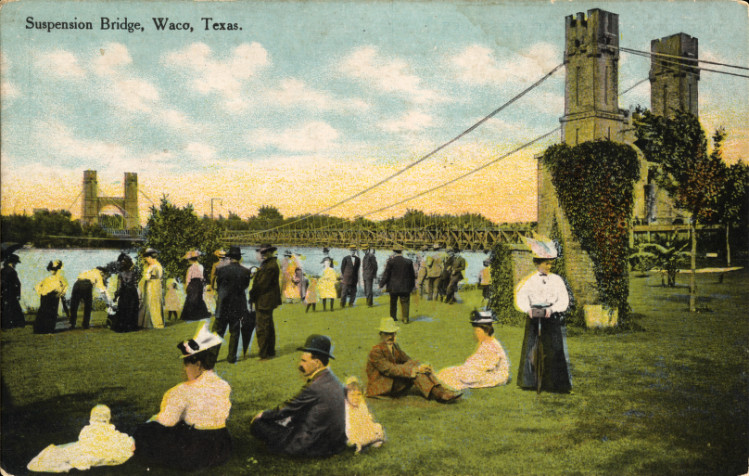
Waco Suspension Bridge. Postkarte 1911

Die am 7. Januar 1870 eröffnete Waco Suspension Bridge (Waco-Hängebrücke) überspannt den Brazos River in Waco im McLennan County im US-Bundesstaat Texas. Sie war die erste größere Hängebrücke in Texas und galt mit 145 m (475 Foot) Hauptspannweite seinerzeit als größte Hängebrücke westlich des Mississippi. 
Ursprünglich erfolgte der Viehtrieb aus Texas nach Kansas über den Chisholm Trail an dieser Stelle per Fähre, bis ein Konsortium von Bürgern der Stadt (Mitglieder einer Freimaurerloge) den Brückenbau beschloss. Nach dem Bürgerkrieg 1866 wurde die Brückenbaugesellschaft (Waco Bridge Company) in der Reconstruction Era gegründet und der New Yorker Ingenieur Thomas M. Griffith mit dem Bau beauftragt, der die Kabel von der Firma Roebling in Trenton in New Jersey erhielt. Der Transport des Materials erfolgte von Galveston per Schiff nach Bryan (Texas) und von dort auf Ochsenkarren. Im Küstenhafen von Galveston gab es damals auch die einzigen Stahlbau-Betriebe. Der eigentliche Bau erfolgte 1868/69. Die ursprünglich auf 40.000 Dollar geschätzten Kosten wuchsen u. a. wegen Problemen mit der Gründung auf ca. 140.000 Dollar. 
Die Brücke war breit genug, um zwei Kutschen einander passieren zu lassen (Straßenbreite 5,5 m). Die Hängebrücke hatte zwei charakteristische Doppeltürme, die jeweils mit zwei steinernen Verbindungsbögen verbunden waren. Die Stahlkonstruktion der Seiten bestand aus V-förmigem Fachwerk (Pony Truss).
Eine Gebühr für den Viehtrieb und die Passage (rund 25.000 Dollar Einnahmen jährlich) brachte die Baukosten bald wieder ein. 
Die Gesellschaft hatte nach Fertigstellung ein Monopol auf 25 Jahre für den Bau von Brücken 5 Meilen im Umkreis um Waco, was auch gerichtlich bestätigt wurde. Die Gesellschaft verkaufte die längst amortisierte Brücke 1889 für 75.000 Dollar an das County, womit die Gebühren entfielen. McLennan County verkaufte die Brücke danach für symbolische 1 Dollar an Waco mit der Auflage, dass diese sich künftig um die Instandhaltung kümmerten. Die Brücke trug wesentlich zum Wachstum der Stadt Waco bei. 1913/14 wurde ein Großteil der Stahlkonstruktion einschließlich Kabel ersetzt durch die Missouri Valley Bridge and Iron Company. Einzig das Mauerwerk der Türme ist noch weitgehend im Original.

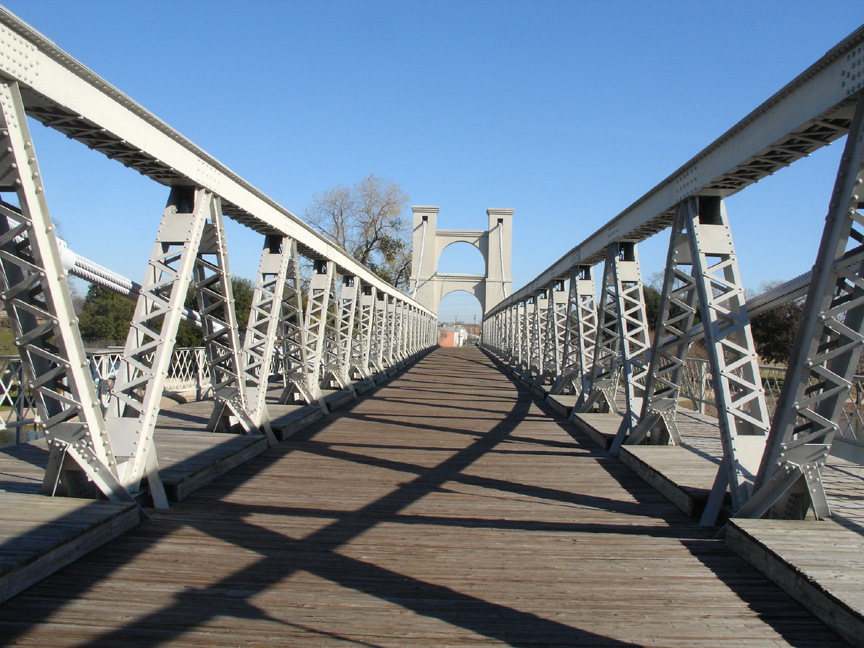
Waco Suspension Bridge

Heute ist die Brücke ein historisches Monument im National Register of Historic Places (1970) und eine Fußgängerbrücke, die den Indian Spring Park und den Martin Luther King Junior Park verbindet. Vor 1971 rollte auch noch Autoverkehr über die Brücke. Heute ist es zentraler Punkt vieler Feiern in Waco, so auch regelmäßig zum Unabhängigkeitstag.
1902 wurde die Washington Avenue Bridge als weitere Brücke eröffnet, damals die längste Stahlbrücke der USA mit einem Feldträger. Sie ist ebenfalls historisches Denkmal.